# Santi Savarino
Santi Savarino (Partinico, 18 maggio 1887 – Roma, 20 maggio 1966) è stato un giornalista, commediografo e politico italiano.

## Biografia
Nato nel 1887 a Partinico, comune dell'odierna città metropolitana di Palermo, giornalista, dal 1909 al 1925 fu redattore e redattore capo de La Tribuna,  e dal 1925 al 1926 capo dell'ufficio romano del quotidiano Il Secolo. Assunto come redattore capo de La Stampa di Torino nel 1926, dal 1934 al 1940 lavorò nell'Ufficio romano dello stesso giornale.
Subito dopo l'emanazione delle leggi razziali fasciste, il suo nome comparve nell'elenco, pubblicato sui giornali, di 180 scienziati e 140 politici, intellettuali, scrittori e giornalisti che aderivano alla campagna razziale.
Dopo il 25 luglio 1943, con la caduta del regime e l'arresto di Mussolini, il nuovo capo del governo, il maresciallo Badoglio, lo nominò commissario dell'Ente Stampa con il compito di vigilare sulla eventuale pubblicazione di "notizie non autorizzate" e di procedere al sequestro dei giornali che se ne fossero resi colpevoli
Terminata la guerra, nel 1946, assunse la direzione del quotidiano romano Il Giornale d'Italia, quando la testata, sospesa dagli alleati anglo-americani poco dopo la liberazione della capitale, aveva ripreso le pubblicazioni. Mantenne la direzione fino al 1962, sostituito poi da Angelo Magliano.
Scrisse alcune opere teatrali in dialetto siciliano tra le quali L'albero pecca, Don Giovanni s'innamora, Ma che cos'è questo amore, Mi voglio maritare, alcune delle quali furono portate in scena dalla compagnia del celebre attore catanese Angelo Musco, e un romanzo, Peccato mortale, pubblicato nel 1964
.
Candidato nelle liste della Democrazia Cristiana, fu eletto senatore nelle elezioni politiche del 1953.
Morì a Roma, a settantanove anni, nel 1966.

### Riconoscimenti
Sono intitolati al suo nome il liceo della città natale; una via ed un istituto scolastico comprensivo di Roma Capitale, nella zona Tor de' Cenci del Municipio IX.